# Chillin
«Chillin» es una canción del rapero estadounidense Wale. La canción presenta a la cantante Lady Gaga y sirve como sencillo líder de su álbum debut Attention: Deficit.
Fue oficialmente lanzado el 2 de junio del 2009.

## Listas musicales de canciones
| 2009—2010      |                          |    |
| Australia      | Australian Singles Chart | 29 |
| Canadá         | Canadian Hot 100         | 72 |
| Estados Unidos | U.S. Billboard Hot 100   | 99 |
| Irlanda        | Irish Singles Chart      | 19 |
| Reino Unido    | UK Singles Chart         | 12 |
| Europa         | European Hot 100 Singles | 42 |